# Tesfaye Tola
Tesfaye Tola, etiopski atlet, * 19. oktober 1974. 
Sodeloval je na atletskem delu poletnih olimpijskih igrah leta 2000.